# White House Down
White House Down er en amerikansk film fra 2013. Filmen er en politisk action-thriller, der handler om en paramilitær gruppes angreb på det Hvide Hus, og de politimænd, der forsøger at afværge angrebet. 